# ひのはらユースホステル
ひのはらユースホステルは、日本ユースホステル協会に加盟している東京都西多摩郡檜原村のユースホステル。
2018年3月31日に一度閉館したが、2019年4月1日に運営を再開した。施設は1992年築の木造2階建て。

## 設備
- 個人や小グループに適している
- 洗濯機あり
- 乾燥機あり
- 全室禁煙

## 休館
毎年12月から3月まで。

## アクセス
- 五日市線武蔵五日市駅からバスで藤倉行、小岩行檜原村郷土資料館前下車 徒歩3分